# Flavoperla hmong
Flavoperla hmong är en bäcksländeart som beskrevs av Bill P.Stark och Ignac Sivec 2008. Flavoperla hmong ingår i släktet Flavoperla och familjen jättebäcksländor. Inga underarter finns listade i Catalogue of Life.